# Турнеельвен
Турнеельвен, фінська назва Торніонйокі (фін. Tornionjoki, швед. Torne älv, Torneälven, півн.-саам. Duortneseatnu, Шаблон:Lang-fit)   — річка у  Швеції й Фінляндії. Довжина — 510 км, площа басейну — 40157 км². Середня витрата води - 380 м ³ / с
Турне-Ельв бере початок з озера Турнетреск у Скандинавських горах у Швеції поблизу кордону з Норвегією та протікає у південно-східному напрямку через Лапландське плоскогір'я до Ботнічної затоки. 
Після прийняття найбільшої притоки Муоніоельвен утворює кордон із Фінляндією.
Довжина річки становить 565 км (це гідрологічна довжина, що відраховується від джерел Муоніоельвена). 
У верхній течії є водоспади, пороги та численні озера. 
Замерзає з листопада до травня.
У районі Юносуандо утворює другу за обсягом (після Касік'яре в Південній Америці) біфуркацію у світі — понад половина води йде в протоку Терендеельвен, що впадає в Каліксельвен.
Річка становить інтерес для водного туризму. 
Поруч з гирлом знаходяться морські порти Торніо (Фінляндія) та Гапаранда (Швеція), між якими перекинуто залізничний міст.
У річці водиться промислова риба: лосось (тут водилися особини до 43 кг), харіус, кумжа
..
Найдавніші поселення на берегах річки виникли за 5-6 тисяч років до н. е. 

У Ботнічній затоці, біля місця впадіння в неї річки, розташований архіпелаг Гапаранда,  що має статус національного парку.